# ألكساندرا فوينتيس
ألكساندرا فوينتيس (بالإنجليزية: Alexandra Fuentes)‏ هي ممثلة أمريكية، ولدت في 25 يناير 1978 في Cidra, Puerto Rico ‏ في الولايات المتحدة.